# Спеціальні функції
Спеціальні функції — функції, що зустрічаються в різних додатках математики (найчастіше — у різних задачах математичної фізики), які не виражаються через елементарні функції. Спеціальні функції представляються у вигляді рядів або інтегралів.

## Класифікація
Спеціальні функції виникають звичайно з таких міркувань:
- Інтеграли, що не беруться.
- Розв'язок трансцендентних рівнянь, що не виражаються в елементарних функціях.
- Розв'язок диференціальних рівнянь, що не виражаються в елементарних функціях.
- Ряди, що не збігаються до елементарних функцій.
- Математичний вираз властивостей чисел.
- Необхідність задання функції з незвичайними властивостями.

Цей поділ не є строгим, оскільки, наприклад, більшість неелементарних розв'язків диференціальних рівнянь вдалося виразити через інтеграли, що не беруться, або у вигляді ряду. Тому не існує строгої класифікації трансцендентних функцій.
Більшість спеціальних функцій є трансцендентними.

## Типи функцій
- Функції-інтеграли. До таких спеціальних функцій відносяться: бета-функція, гамма-функція, інтеграл ймовірності, інтегральний логарифм, інтегральний синус, інтегральний косинус, еліптичні функції.
- Функції-ряди. До таких функцій відносяться гіпергеометрична функція, дзета-функції.
- Неелементарні розв'язки диференціальних рівнянь. До таких спеціальних функцій відносяться: сферичні функції, циліндричні функції, функції Ейрі, функції параболічного циліндра.
- Незвичайні функції. Існує багато функцій з незвичайною поведінкою, вигаданих для різних цілей. Це функція Діріхле, функція Гевісайда (та її частинний випадок — Signum-функція).
- Функції, що виражають властивості чисел. Ці функції зазвичай пов'язані з найпростішими властивостями чисел. Сюди перш за все можна віднести спеціальні арифметичні функції, модуль, знак числа, факторіал.

Майже всі з цих функцій є частковими випадками дуже загальної функції G-функції Мейєра.